# Vitrac (Cantal)
Vitrac település Franciaországban, Cantal megyében. Lakosainak száma 269 fő (2022. január 1.). Vitrac Boisset, Marcolès és Saint-Mamet-la-Salvetat községekkel határos.

## Népesség
A település népessége az elmúlt években az alábbi módon változott:
| Lakosok száma | 409  | 347  | 294  | 292  | 262  | 260  | 265  | 269  | 268  | 269  |
|               | 1968 | 1982 | 1990 | 2006 | 2013 | 2015 | 2017 | 2019 | 2020 | 2022 |